# Gieorgij Adelson-Wielski
Gieorgij Maksimowicz Adelson-Wielski, ros. Гео́ргий Макси́мович Адельсо́н-Ве́льский (ur. 8 stycznia 1922, zm. 26 kwietnia 2014) – rosyjski matematyk i informatyk. 

## Życiorys
W roku 1962, wraz z Jewgieniem Łandisem zaproponował sposób przechowywania danych w strukturze, nazwanej później drzewem AVL (od angielskiego zapisu jego nazwiska pochodzą litery A i V w skrócie AVL).
W roku 1965 kierował zespołem tworzącym program do gry w szachy w Instytucie Fizyki Teoretycznej i Doświadczalnej (ITEP) w Moskwie. Program w pierwszym meczu pomiędzy programami komputerowymi zwyciężył w starciu z amerykańskim odpowiednikiem nazwanym Kotok-McCarthy. Na bazie programu stworzonego w instytucie powstał później projekt Kaissa, zwycięzca Mistrzostw świata komputerów w szachach. 
Mieszkał w Aszdod w Izraelu.